# Mitterstockstall
Mitterstockstall ist eine ehemalige Gemeinde und nunmehr Ortschaft und Katastralgemeinde der Marktgemeinde Kirchberg am Wagram im Bezirk Tulln in Niederösterreich. Die Ortschaft hat 178 Einwohner (Stand 1. Jänner 2024). Bis Ende 1967 war Mitterstockstall eine eigenständige Gemeinde.

## Geographie
Der Ort liegt zwischen den Orten Oberstockstall und Unterstockstall in einem Talabschnitt des Gießgrabens, der auch Krampugraben genannt wird.

## Geschichte
Stockstall wurde urkundlich erstmals um 1133/38 als Stochistalle erwähnt.
Bedeutung erlangte der Ort, als Ortlieb von Winkl um 1250 auf einer Anhöhe die Burg Winklberg errichten ließ.
Laut Adressbuch von Österreich waren im Jahr 1938 in der Ortsgemeinde Mitterstockstall ein Gemischtwarenhändler, eine Milchgenossenschaft, eine Mühle, ein Schuster, ein Weinhändler und ein Landwirt ansässig.
Mit 1. Jänner 1968 wurden im Zuge der Niederösterreichischen Kommunalstrukturverbesserung die bis dahin selbständigen Gemeinden Dörfl, Engelmannsbrunn, Kollersdorf, Mallon, Mitterstockstall, Neustift im Felde, Oberstockstall, Unterstockstall und Winkl nach Kirchberg am Wagram eingemeindet.